# Randall de Jager
Randall de Jager (4 de abril de 1971 - 22 de diciembre de 2001), fue un actor sudafricano. Fue conocido por su participación en las series Egoli: Place of Gold y 7de Laan.

## Biografía
Jagger nació el 4 de abril de 1971 en las afueras de Bishop Lavis, Ciudad del Cabo, Sudáfrica. A la edad de 17 años, se convirtió en maestro de escuela dominical y fue muy cercano a la iglesia.

## Carrera profesional
En 1992, actuó en la obra de teatro Paradise is Closing Down. En 1998, se convirtió en guionista, escribiendo la obra Moenie Try Nie.
Obtuvo reconocimiento por su actuación como 'Héctor' en la telenovela Egoli: Place of Gold. También interpretó el papel del asistente de librería Aubrey Rudolph en la telenovela 7de Laan.

## Filmografía
| Año  | Título              | Papel          | Tipo                   |  |
| ---- | ------------------- | -------------- | ---------------------- |  |
| 1999 | Egoli: lugar de oro | Héctor         | Película de televisión |  |
| 2001 | 7de Laan            | Aubrey Rudolph | Series de televisión   |  |

## Muerte
El 22 de diciembre de 2001, Jager resultó fatalmente herido en un robo a mano armada en una casa en el suburbio de River Club, en Sandton, al norte de Johannesburgo. Recibió un disparo en la cara y fue declarado con muerte cerebral en el hospital.